# Pisarzowice (Lubań)

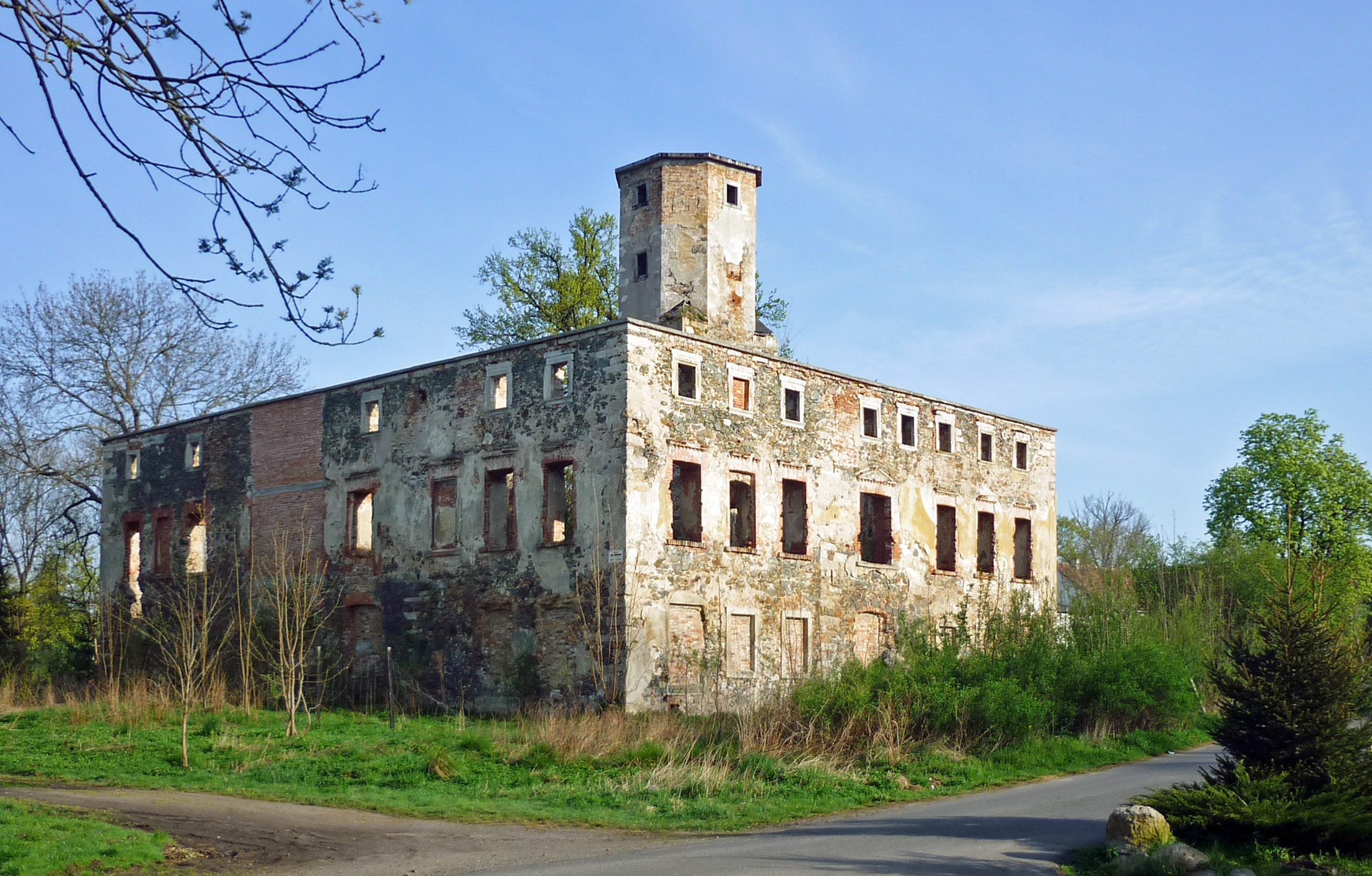
Schlossruine von Schreibersdorf

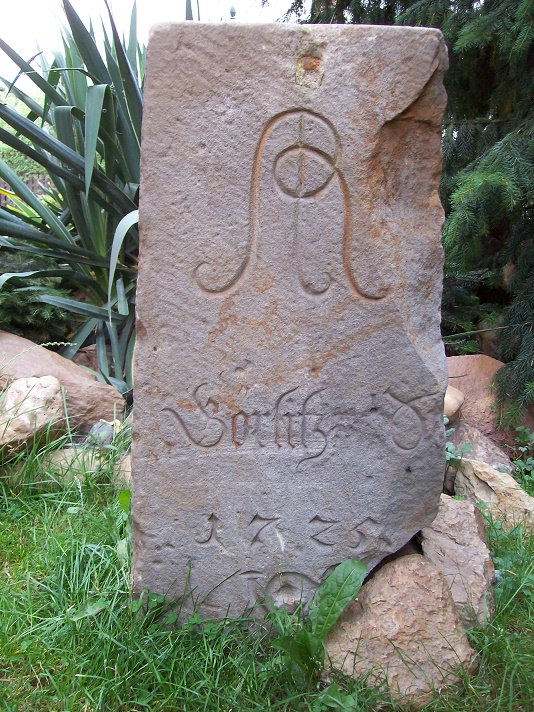
Rest der Ganzmeilensäule aus Schreibersdorf in Lubań

Pisarzowice (deutsch Schreibersdorf) ist ein Ort in der Landgemeinde Lubań im Powiat Lubański der Woiwodschaft Niederschlesien in Polen.

## Geschichte
Als Kirchort ist Schreibersdorf, das nördlich der Straße DK 30 von Lauban nach Görlitz und etwa drei Kilometer von Lauban entfernt liegt, seit 1346 belegt. 1422 erhielt Heinrich von Salza das Dorf von König Sigismund als Lehen.
Vermutlich schon 1525 wurde das Dorf evangelisch. Das Rittergut war bis im 16. Jahrhundert im Besitz der Familie von Salza. Han(n)s von Warnsdorf (1549–1613) kaufte die Güter im Oberdorf 1593 und in Mittel-Schreibersdorf im Jahr 1600. Im 18. Jahrhundert wurden die beiden Güter mehrfach weiterverkauft, so an Angehörige der Familien von Winkelmann, von Gablenz, von Salza, von Gersdorf und von Steinbach, der 1755 das Gut und Schloss Mittel-Schreibersdorf erwarb. Außerdem wurden ein weiteres Gutsgebäude in Nieder-Schreibersdorf und ein Vorwerk errichtet. Die Steinbachschen Erben verkauften die drei Güter 1856 an Wilhelm Arnold AuffmOrdt. In den 1860er Jahren wurden die Gutsgebäude erneuert und verschönert. Der Gutsbesitz wurde seit 1837 teilweise für Siedlerhöfe aufgeteilt. 
Ein erstes hölzernes Schulgebäude wurde 1724 in Mittel-Schreibersdorf errichtet. 1839 erfolgte ein steinerner Neubau. 1860 wurde ein Schulhaus in Nieder- und 1863 eines in Ober-Schreibersdorf eingerichtet.
Das Dorf hatte 1885 1439, im Jahr 1928 1584 Einwohner. Der Gebrauch der Bezeichnungen Mittel-, Ober- und Niederschreibersdorf war nicht amtlich.

## Wirtschaft
Das Dorf war landwirtschaftlich geprägt mit Getreide- und Obstanbau auf Lehm- und Sandboden. Vor 1928 gab es eine Garnspinnerei, ferner bestanden zwei mechanische Webereien.

## Sehenswürdigkeiten
Das Schloss Mittel Schreibersdorf im Renaissancestil wurde 1620–1622 für Hans-Georg von Warnsdorf erbaut. Es wurde 1945 teilweise zerstört und ist als Ruine erhalten.
Reste der Kursächsischen Ganzmeilensäule von der Straßenschänke, die zuletzt im Rittergutspark des Ortes stand und nach 1945 in einen Teich geworfen wurde, sind derzeit in Lubań eingelagert. Die Rekonstruktion und Wiederaufstellung am Originalstandort ist geplant.

## Im Ort geboren
- Jakob von Salza, seit 1521 Bischof von Breslau (1481–1539)
- Gerhard Klopfer, SS-Gruppenführer, Teilnehmer der Wannseekonferenz (1905–1987)